# Diphya spinifera
Diphya spinifera là một loài nhện trong họ Tetragnathidae.
Loài này thuộc chi Diphya. Diphya spinifera được miêu tả năm 1902 bởi Tullgren.